# チポカ
チポカ (Chipoka) は、マラウイ中部州サリマ県の都市である。

## 概要
この都市はマラウイ湖に面した港町である。1935年からマラウイ鉄道の駅が置かれていることから、鉄道を介したマラウイ湖やシーレ川を水路とした物流を考える上で重要な都市となっている。なお、この都市はマラウイにおける4大主要港町の1つである。

## 人口統計
1966年の人口は約1,000人であった。
| 年   | 人口 |
| ---- | ---- |
| 1998 | 3986 |
| 2008 | 5132 |